# Oleria idalie
Oleria idalie är en fjärilsart som beskrevs av Fox 1941. Oleria idalie ingår i släktet Oleria och familjen praktfjärilar. Inga underarter finns listade i Catalogue of Life.